# Lofotssjölilja
Lofotssjölilja (Rhizocrinus lofotensis) är en sjöliljeart som beskrevs av Michael Sars 1868. Lofotssjölilja ingår i släktet Rhizocrinus och familjen djuphavssjöliljor. Det är osäkert om arten förekommer i Sverige. Inga underarter finns listade i Catalogue of Life.